# Ледерман, Гарольд
Гарольд Ледерман (англ. Harold Lederman; 26 января 1940, Нью-Йорк, США — 11 мая 2019, Нью-Сити, США) — американский боксёрский судья и аналитик. Член Международного зала боксёрской славы.

## Биография
Родился 26 января 1940 года в Нью-Йорке. Его родители, Сэмюэл и Фанни, работали фармацевтами.
Окончил Колумбийский университет.
С 1967 по 1999 год работал судьёй на боксёрских поединках.
Работал фармацевтом.
В 1986 году начал работать на канале HBO в программе «HBO World Championship Boxing» в качестве неофициального судьи. Трудился здесь вплоть до закрытия программы в 2018 году, отработав более 1000 боёв. Именно в этой роли и приобрёл наибольшую известность.
Умер 11 мая 2019 года от рака печени.

## Семья
Был женат. Супругу зовут Эйлин. У пары родились две дочери, Джули и Айрис.

## Признание
- В 1997 году включён во Всемирный зал боксёрской славы[2].
- В 2005 году получил награду «Марвин Кон Эворд» BWAA[2].
- В 2008 году получил награду «Сэм Тауб Эворд» BWAA[2].
- В 2016 году включён в Международный зал боксёрской славы[1][3].